# Stefanos Douskos
Stefanos Douskos (Ioannina, 29 maart 1997) is een Grieks roeier.
Douskos nam tweemaal deel aan de Olympische Spelen en won tijdens de spelen van Tokio de gouden medaille in de skiff. Douskos werd hiermee de eerste Griekse olympisch kampioen in het roeien.
Douskos nam in Rio in 2016 deel in de lichte-vier-zonder. Deze boot verdween van het olympisch programma ten gunste van de vrouwen vier-zonder.

## Resultaten

### Olympische Zomerspelen
| Jaar | Plaats         | Resultaten                  |
| ---- | -------------- | --------------------------- |
| 2016 | Rio de Janeiro | 6e in de lichte vier-zonder |
| 2020 | Tokio          | in de skiff                 |

### Wereldkampioenschappen roeien
| Jaar | Plaats              | Resultaten                    |
| ---- | ------------------- | ----------------------------- |
| 2015 | Aiguebelette-le-Lac | 16de in de lichte-vier-zonder |
| 2018 | Plovdiv             | 16de in de dubbel-twee        |
| 2019 | Ottensheim          | 6e in de skiff                |

### Europese kampioenschappen
| Jaar | Plaats | Resultaten  |
| ---- | ------ | ----------- |
| 2023 | Bled   | in de skiff |

1900: Hermann Barrelet ·
1904: Frank Greer ·
1908: Harry Blackstaffe ·
1912: William Kinnear ·
1920: John B. Kelly, Sr. ·
1924: Jack Beresford ·
1928: Henry Pearce ·
1932: Henry Pearce ·
1936: Gustav Schäfer ·
1948: Mervyn Wood ·
1952: Joeri Tjoekalov ·
1956: Vjatsjeslav Ivanov ·
1960: Vjatsjeslav Ivanov ·
1964: Vjatsjeslav Ivanov ·
1968: Jan Wienese ·
1972: Joeri Malysjev ·
1976: Pertti Karppinen ·
1980: Pertti Karppinen ·
1984: Pertti Karppinen ·
1988: Thomas Lange ·
1992: Thomas Lange ·
1996: Xeno Müller ·
2000: Robert Waddell ·
2004: Olaf Tufte ·
2008: Olaf Tufte ·
2012: Mahe Drysdale ·
2016: Mahe Drysdale ·
2020: Stefanos Douskos ·
2024: Oliver Zeidler